# N.L. Dehn's Dampvaskeri
N.L. Dehn's Dampvaskeri A/S var et dansk dampvaskeri.

## Historie
Virksomheden blev grundlagt i 1854 af N.L. Dehn. Efter hans død i 1872 overtoges virksomheden af hans svigersøn, Julius Heckscher (1826-1897), der i 1896 optog sin søn, Leopold Heckscher (1861-1920),
som medindehaver. Denne fortsatte firmaet indtil sin død, hvorefter det videreførtes af sønnen, Byrge Heckscher (1895-?), der havde deltaget i ledelsen fra 1919. I 1943 omdannedes det til et aktieselskab (første vedtægter af 16. februar) med nævnte Byrge Heckscher som direktør; i 1945 indtrådte tillige Poul Larsen i direktionen.
Bestyrelsen bestod i året 1950 af højesteretssagfører Frits Bülow (1872-1955), højesteretssagfører Helge Bech-Bruun (1901-1986), fru Alice Gudrun Heckscher (1897-?) og overretssagfører Jacob Platou Kielland, Oslo. Aktiekapitalen var i dette år på 1 mio. kr.
I 1978 blev virksomheden overtaget af Berendsen Textil Service.
I 1936 lod selskabet opføre nye bygninger på Buddingevej 298 i Søborg tegnet af Poul Henningsen. Bygningerne blev revet ned i 1997.
Bertha Dorph har i 1898 udført en plakat for firmaet.